# Fábry Viktor
Fábry Viktor (Késmárk, 1884. december 23. – Eperjes, 1940. június 14.) magyar író, szerkesztő, evangélikus lelkész.

## Élete
Középiskoláit Késmárkon, majd tanulmányait 1907-ben fejezte be az eperjesi evangélikus teológiai akadémián. Segédlelkész Iglón, majd 1908 és 1917 között Kolozsváron tevékenykedett. 1917-től haláláig Eperjesen a német-magyar evangélikus egyházközösség lelkészeként munkálkodott, s a helyi magyar kulturális élet egyik irányítója volt.
1935 novemberében beszédet mondott a lévai Rákóczi emlékünnepségen.
Szerkesztője volt az eperjesi Gyülekezeti Élet (1918–22), a rozsnyói Evangélikus Lap (1923–1937, 1937–1938 között felelős szerkesztő), a lőcsei Népünk (1922–1923), a Rozsnyón megjelent Orgonaszó (1927–1938) és a Luther (1934–1938) című lapoknak.

## Művei
- Sáros megye utolsó 48-as honvédtisztje ravatalánál (Eperjes, 1914)
- Híven mindhalálig (történelmi játék, Galánta, 1931)